# Viver Mal
Pour plus de détails, voir Fiche technique et Distribution.
Viver Mal, également connu sous le titre Vivre mal, est un long métrage dramatique franco-portugais sorti en 2023 et réalisé par João Canijo. Dans ce film miroir de Mal Viver, également créé la même année, l'accent est mis sur les clients de l'hôtel, et les histoires sont inspirées par les thèmes de trois pièces d'August Strindberg. Avec Nuno Lopes et Leonor Silveira, le film raconte l'histoire d'un hôtel familial sur la côte nord du Portugal, qui accueille ses clients le temps d'un week-end. Sélectionné dans la vitrine Encounter du 73e Festival international du film de Berlin, il a eu sa première mondiale le 23 février 2023. Le film a également été nommé pour un Teddy Award.
Parallèlement, le réalisateur produit un autre film, Mal Viver, dans lequel l'accent est mis sur la gestion familiale de l'hôtel. Viver Mal a également été sélectionné au 73ème Festival International du Film de Berlin dans la compétition pour l'Ours d'Or. Malgré sa défaite dans cette catégorie, il remporte l'Ours d'Argent.

## Synopsis
Un hôtel familial sur la côte nord du Portugal accueille trois familles comme hôtes pour le week-end. La première est constituée d'un homme photographe, Jaime (Nuno Lopes), et sa compagne Camila (Filipa Areosa), influenceuse. Le couple se dispute sur fond d'interventions de la mère de Jaime et du fait que Camila s'est récemment rapprochée du meilleur ami de Jaime. La seconde famille est constituée d'une mère (Elisa, jouée par Leonor Silveira) amoureuse du mari de sa fille (Graça, interprétée par Lia Carvalho), qu'elle a encouragé à épouser pour servir ses propres intérêts. La troisième famille contient une mère possessive, Judite (Beatriz Batarda), qui contrôle la vie de sa fille, Julia (Léonor Vasconselos) actrice débutante. Elles sont accompagnées de la compagne de Julia, Alice (Caroline Amaral). Ces trois familles sont à la fin de leur cycle d'acceptation.

## Fiche technique
- Titre français : Viver Mal ou Vivre mal[1]
- Titre original : Viver Mal
- Réalisation : João Canijo
- Dates de sortie :
  - France : 11 octobre 2023

## Distribution
- Nuno Lopes : Jaime
- Filipa Areosa : Camila
- Léonor Silveira : Elisa
- Rafael Morais : Alex
- Lia Carvalho : Graça
- Beatriz Batarda : Judite
- Caroline Amaral : Alice
- Léonor Vasconselos : Julia
- Anabela Moreira : Piedade
- Rita Blanco : Sara
- Madalena Almeida : Salomé
- Cleia Almeida : Raquel
- Vera Barreto : Angela

## Lancement
Le film a été présenté en première mondiale au 73e Festival international du film de Berlin le 23 février 2023. La sortie en salles au Portugal est prévue pour le 11 mai 2023.